# Mahmoud Eid
Mahmoud Eid ou Mahmoud Dahadha (arabe : محمود عيد), né le 26 juin 1993 à Nyköping en Suède, est un footballeur international palestinien d'origine suédoise. Il évolue au poste d'attaquant au Nam Định FC.

## Biographie

### Sélection
Mahmoud Eid est convoqué pour la première fois le 6 novembre 2014 contre l'Arabie saoudite (défaite 2-0). Le 9 novembre 2014, il marque son premier but en sélection lors d'un match amical contre le Viêt Nam (victoire 3-1).
Il dispute une coupe d'Asie en 2015. Il joue trois matchs lors de cette compétition contre le Japon, la Jordanie et l'Irak.
Au total il compte 18 sélections et 1 but en équipe de Palestine depuis 2014.